# TICAM-2
TICAM-2, или TRAM (англ. TIR domain-containing adaptor molecule 1, TICAM-1; TRAM) — внутриклеточный адаптерный белок, относится к группе TIR домен-содержащих белков, участвующих в передаче сигнала от толл-подобных рецепторов. Открыт в 2003 году, участвует в функционировании рецептора противобактериальной защиты организма TLR4 в его MyD88-независимом сигнальном пути.